# International organisation
 Der er for få eller ingen kildehenvisninger i denne artikel, hvilket er et problem. Du kan hjælpe ved at angive troværdige kilder til de påstande, som fremføres i artiklen.

En international organisation er en organisation, der arbejder i flere lande, typisk en verdensdel eller hele verden. I princippet er organisationen international hvis blot den dækker to lande, men oftest forventer man 4-5 eller flere lande eller i det mindste to lande med forskellige kulturer før man bruger betegnelsen.
Der kan skelnes mellem overstatslige organisationer, der har statssamfund som primære medlemmer og Ngo'er. De overstatslige organisationer kan yderligere opdeles efter samarbejdets karakter, i overstatsligt samarbejde og mellemstatsligt samarbejde. De fleste kendte internationale, ikke-statslige organisationer (NGO'erne) er opstået med henblik på at hjælpe og/eller påvirke med politik eller religion som baggrund og samlingspunkt, men i de senere år er især læge- og nødhjælpsarbejde drivkraft bag mange nye organisationer uden at politik og religion følger arbejdet. 
Organisationerne dækker efterhånden en broget masse af formål og metoder, hvor visse tages som en selvfølge i store dele af verden, mens andre mange steder betragtes som særdeles tvivlsomme, især efter medierne har set nærmere på forholdet mellem regnskaber, resultater, løfter og metoder.
Som eksempler på overstatslige organisationer kan nævnes:
- Bank for International Settlements, BIS
- CERN
- Europarådet
- EU, som dog på flere områder er et mellemstatsligt samarbejde
- Forenede Nationer
- Den Internationale Valutafond, IMF
- OECD
- Unicef
- Verdensbanken
- WHO

Som eksempler på NGOer kan nævnes:
- Amnesty International
- Læger uden grænser

| Forening eller organisation | Spire Denne artikel om en forening eller organisation er en spire som bør udbygges. Du er velkommen til at hjælpe Wikipedia ved at udvide den. |